# Клемпіни
Клемпіни (пол. Klępiny, нім. Klempin) — село в Польщі, у гміні Тромбки-Великі Ґданського повіту Поморського воєводства.
Населення — 243 особи (2011).
У 1975-1998 роках село належало до Гданського воєводства.

## Демографія
Демографічна структура станом на 31 березня 2011 року:
|          | Загалом | Допрацездатний вік | Працездатний вік | Постпрацездатний вік |
| -------- | ------- | ------------------ | ---------------- | -------------------- |
| Чоловіки | 126     | 31                 | 92               | 3                    |
| Жінки    | 117     | 35                 | 68               | 14                   |
| Разом    | 243     | 66                 | 160              | 17                   |